# SV Blau-Weiß Zorbau
Der SV Blau-Weiß Zorbau ist ein Sportverein aus Zorbau im Burgenlandkreis aus dem südlichen Sachsen-Anhalt. Der Verein hat eine Fußball- und Leichtathletik-Abteilung. Der Verein wurde 1894 gegründet und die Vereinsfarben sind Blau-Weiß. Seit der Saison 2024/25 spielt die erste Mannschaft in der fünftklassigen Oberliga Nordost-Süd.

## Geschichte

### 1894 bis 1953
Der SV Blauß-Weiß Zorbau ging aus dem 1894 gegründeten Turn- und Sportverein Zorbau (TuS Zorbau) hervor. Bis zum Verbot des Vereins 1938 nahmen Sportler des Turnvereins an regionalen und überregionalen Wettkämpfen, so unter anderem am Deutschen Turnfest 1934 in Frankfurt am Main teil. Bereits Anfang der 1930er-Jahre wurde auch Fußball gespielt. Der genaue Beginn ist nicht mehr zu ermitteln. Der Verein spielte mit mehreren Nachwuchs- und Herrenmannschaften im Landkreis Weißenfels. Heimstätte des Vereins war die jetzige Sportstätte des FSV Blau-Weiß Borau. Wie überall im Land endete auch in Zorbau mit Beginn des Zweiten Weltkrieges und dem Verbot der Vereine vorerst der Sportbetrieb. Nach dem Zweiten Weltkrieg wurde der Sportverein 1953 neu gegründet und zwar mit den Sportfreunden aus Keutschen als SV Dynamo Hohenmölsen. Die ersten Spiele fanden damals unweit der heutigen Spielstätte der SG Großgrimma statt.

### 1954 bis 1990
Zu DDR-Zeiten spielte der Verein ab 1954 unter den Namen BSG Traktor Zorbau unter anderem in der Kreis- und Bezirksklasse Halle. 1956 wurde in Zorbau ein neuer Sportplatz errichtet, da die alte Heimstätte durch die Kreisgebietsreform 1953 nunmehr außerhalb des Gemeindegebietes lag. 1965/66 erlangte man den ersten Kreismeistertitel im Herrenbereich, unterlag anschließend aber in der Gruppenphase dem SV Motor Weißenfels um den Aufstieg in die Bezirksklasse.

### 1990 bis 2011
1990 trat der neue SV Blau Weiß Zorbau dem Deutschen Fußball-Verband und dem Landessportbund Sachsen-Anhalt bei. Nach der Wende spielte man bis 1995 in der 1. Kreisklasse Weißenfels. Danach stieg der Verein in die Kreisliga Weißenfels auf, wo man von der Saison 1995/96 bis 1998/99 spielte. In der Saison 1998/99 wurde Blau Weiß Zorbau dann Meister in der Kreisliga Weißenfels und stieg in die Landesklasse auf, in der er bis zur Saison 2010/11 spielte.

### 2011 bis heute
2011 stieg die Mannschaft als Meister in die Landesliga Süd auf. 2014 feierte der Verein sein 120-jähriges Vereinsjubiläum mit einem Spiel gegen den FC Carl Zeiss Jena und einem Vierländerturnier. In der Saison 2015/16 wurde Blau-Weiß Vizemeister in der Landesliga. In der Relegation gegen den Vizemeister der Landesliga Nord, Germania Olvenstedt, ging es dann um den Aufstieg in die Verbandsliga Sachsen-Anhalt. Im ersten Relegationsspiel mussten die Zorbauer nach Olvenstedt, dieses Spiel konnte man klar für sich verbuchen. (Germania Olvenstedt 0:5 SV Blau-Weiß Zorbau) Auch im zweiten Spiel konnten sich die Hausherren vor eigenem Publikum durchsetzen und so den Aufstieg in die Verbandsliga feiern. (SV Blau-Weiß Zorbau 4:0 Germania Olvenstedt) In der Verbandsliga-Saison 2017/18 spielte der Verein eine beeindruckende Hinrunde ohne Niederlage und wurde Herbstmeister. Am Ende der Saison stand man schließlich auf den zweiten Tabellenplatz mit 19 Siegen, zehn Unentschieden und nur einer Niederlage. Im selben Jahr schafften es die Blau-Weißen sogar bis ins Halbfinale des Landespokals von Sachsen-Anhalt, wo man im Achtelfinale die Oberliga-Mannschaft der SG Union Sandersdorf mit 2:1 schlagen konnte. Auch im Viertelfinale bekamen es die Zorbauer mit einer Oberliga-Mannschaft zu tun, die TV Askania Bernburg konnte mit 3:2 bezwungen werden. Im Halbfinale musste man sich dem 1. FC Lok Stendal mit 0:1 geschlagen geben. Als Vizemeister der Verbandsliga 2017/18 stieg der Verein erstmals in die Oberliga Nordost auf. Nach einem Jahr in der Oberliga musste der Verein als Tabellenletzter in die Verbandsliga Sachsen-Anhalt absteigen. Nachdem die Saison 2019/20 auf Grund der COVID-19-Pandemie abgebrochen werden musste, stieg der eigentlich nur auf dem zweiten Tabellenplatz geführte Verein wieder in die Oberliga auf, da der erstplatzierte Verein auf einen Aufstieg verzichtete. In den beiden darauffolgenden Saisons gelang dem Verein jeweils der Klassenerhalt in der Oberliga, obwohl der langjährige Erfolgstrainer Maik Kunze die Blau-weißen im Sommer 2021 verließ.
In der Saison 2022/23 folgte nach einer schwachen Rückrunde aber doch der Abstieg in die Verbandsliga. 2024 gelang als Verbandsliga-Meister die Rückkehr in die Oberliga. Am Ende der darauffolgenden Saison stand allerdings der erneute Abstieg in die Verbandsliga zu Buche.

### Rivalen
Der Verein hat eine Rivalität mit dem 1. FC Weißenfels um die Vorherrschaft im Burgenlandkreis.

## Namenshistorie
| Zeitraum      | Name                                     |
| ------------- | ---------------------------------------- |
| 1894 bis 1954 | Turn- und Sportverein Zorbau             |
| 1954 bis 1990 | Betriebssportgemeinschaft Traktor Zorbau |
| seit 1990     | Sportverein Blau-Weiß Zorbau             |

## Statistik

### Ligenhistorie
| Zeitraum      | Liga                            | Ebene |
| ------------- | ------------------------------- | ----- |
| 1990 bis 1991 | Bezirksklasse Halle             | -     |
| 1991 bis 1995 | 1. Kreisklasse Weißenfels       | -     |
| 1995 bis 1999 | Kreisklasse Weißenfels ▲        | -     |
| 1999 bis 2011 | Landesklasse Sachsen-Anhalt ▲   | 8     |
| 2011 bis 2016 | Landesliga Süd Sachsen-Anhalt ▲ | 7     |
| 2016 bis 2018 | Verbandsliga Sachsen-Anhalt ▲   | 6     |
| 2018 bis 2019 | Oberliga Nordost ▼              | 5     |
| 2019 bis 2020 | Verbandsliga Sachsen-Anhalt ▲   | 6     |
| 2020 bis 2023 | Oberliga Nordost ▼              | 5     |
| 2023 bis 2024 | Verbandsliga Sachsen-Anhalt ▲   | 6     |
| seit 2024     | Oberliga Nordost                | 5     |

### Sachsen-Anhalt-Pokal
| Saison  | Datum      | Runde         | Paarung                                         | Ergebnis  |
| ------- | ---------- | ------------- | ----------------------------------------------- | --------- |
| 2011/12 | 13.08.2011 | 1. Runde      | SV Blau-Weiß Farnstädt - SV Blau Weiß Zorbau    | 4:3       |
| 2012/13 | 18.08.2012 | 1. Runde      | SV Blau Weiß Zorbau - FC Grün-Weiß Piesteritz   | 1:3       |
| 2013/14 | 12.10.2013 | 2. Runde      | SV Braunsbedra - SV Blau Weiß Zorbau            | 6:3       |
| 2014/15 | 16.08.2014 | 2. Runde      | SV Blau Weiß Zorbau - 1. FC Bitterfeld-Wolfen   | 0:1       |
| 2015/16 | 14.11.2015 | Achtelfinale  | SV Blau Weiß Zorbau - Hallescher FC             | 0:6       |
| 2016/17 | 02.09.2016 | 2. Runde      | BSV Halle-Ammendorf - SV Blau Weiß Zorbau       | 2:0       |
| 2017/18 | 25.03.2018 | Halbfinale    | SV Blau Weiß Zorbau - 1. FC Lok Stendal         | 0:1       |
| 2018/19 | 17.11.2018 | Viertelfinale | SV Blau Weiß Zorbau - Hallescher FC             | 0:4       |
| 2019/20 | 12.10.2019 | Achtelfinale  | SV Eintracht Lüttchendorf - SV Blau Weiß Zorbau | 2:1       |
| 2020/21 | 10.10.2020 | 3. Runde      | 1. FC Romonta Amsdorf – SV Blau-Weiß Zorbau     | 2:0       |
| 2022/23 | 26.03.2023 | Achtelfinale  | FC Einheit Wernigerode - SV Blau-Weiß Zorbau    | 4:0       |
| 2023/24 | 18.11.2023 | Achtelfinale  | SV Blau-Weiß Zorbau - FC Einheit Wernigerode    | 1:4 n. V. |

### Erfolge

#### Herren
- Meister der Kreisliga Weißenfels: 1998/99
- Meister der Landesklasse: 2010/11
- Burgenlandpokal-Sieger: 2011
- Vizemeister der Landesliga Süd: 2015/16
- Meister der Verbandsliga Sachsen-Anhalt: 2023/24
  - Vizemeister der Verbandsliga Sachsen-Anhalt: 2017/18, 2019/20
- Halbfinale im Landespokal Sachsen-Anhalt: 2017/18

#### Frauen
- Kreismeister 2010 und 2011
- Hallenkreismeister 2010

## Sportplatz und Mehrzweckhalle
Der Verein nutzt den Sportplatz Zorbau für seine Heimspiele. Das gesamte Sportgelände hat der Sportverein von der Gemeinde Zorbau gepachtet. 1953 wurde der Sportplatz in Zorbau fertiggestellt. Das Spielfeld wird seit 1956 genutzt. Das erste massive Sportlerheim wurde aus Abbruchmaterial der Ortschaft Mutzschen 1958/59 errichtet, welches anlässlich der 900-Jahr-Feier 1989 zum ersten Mal erweitert wurde. 2018 wurde das Sportgelände modernisiert. Es besteht aus einem Hauptplatz und einem Kunstrasenplatz. Außerdem gibt es noch eine Mehrzweckhalle, die sich nicht auf dem Sportgelände befindet.

## NSG Saaletal
Die Nachwuchsspielgemeinschaft Saaletal wird gebildet durch den SV Blau-Weiß Zorbau und dem SV Rot-Weiß Weißenfels. Sie unterhält Mannschaften von der A- bis zur G-Jugend.

## Weitere Abteilungen
- Leichtathletik
- Rangeln

## Personen
- Hartmut Pelka (BSG Traktor Zorbau)
- Michael Lerchl (SV Blau-Weiß Zorbau)
- Maik Kunze (SV Blau-Weiß Zorbau)
- Ricky Bornschein (SV Blau-Weiß Zorbau)